# La croce di ferro
La croce di ferro (Cross of Iron) è un film del 1977 diretto da Sam Peckinpah, tratto dal romanzo del 1957 Das geduldige Fleisch di Willi Heinrich.

## Trama
Durante la seconda guerra mondiale nel 1943 il sergente Rolf Steiner opera nella penisola di Taman' in un plotone di esploratori, un'unità scelta che compie azioni in profondità nelle linee sovietiche; è un uomo disilluso dalla guerra, ma nel contempo un militare dalle grandi capacità e per questo tenuto in grande considerazione dal comandante del reggimento, il colonnello Brandt, che gli lascia ampia libertà di azione.
L'arrivo del nuovo comandante della compagnia, il capitano Stransky, sconvolge gli equilibri che sembravano esistere in seno al reggimento: egli, fino a quel momento di istanza a Parigi e mai realmente impegnato in combattimento, si presenta al colonnello ed al suo aiutante, il capitano Kiesel, con ambiziose idee per sconfiggere il nemico. Fin dal primo momento i due ufficiali si rendono conto che il capitano è impreparato alla guerra e, quando egli si allontana, esprimono perplessità anche in merito all'"uomo", che palesemente manifesta il desiderio di essere decorato con la "croce di ferro" e solo in ragione di questo ha chiesto il trasferimento al fronte russo.
Stransky entra subito in conflitto con Steiner: in un primo momento quando gli ordina di uccidere un giovanissimo prigioniero russo ed il caporale rifiuta, incombenza che sembra venire assunta dal caporale Schnurrbart, che invece salva il ragazzo nascondendolo, e successivamente durante la lettura del rapporto sull'ultima azione, quando Steiner dapprima non si mostra entusiasta della promozione a sergente maggiore e poi fa chiaramente intendere al capitano di non essere disposto ad eseguire qualunque ordine se lo ritiene inutile o dannoso per la vita degli uomini.
La natura del capitano si rivela in tutta la sua meschinità durante un attacco dell'Armata Rossa, in cui si dimostra non soltanto un militare di nessuna capacità, sostanzialmente un vile, ma soprattutto per come cerca di sottrarre il merito del contrattacco che ha respinto i russi al tenente Meyer, comandante del plotone di Steiner morto durante il combattimento, sapendo che questo gli consentirà di ricevere l'ambita decorazione.
Steiner scopre l'intenzione di Stransky una volta tornato dall'ospedale militare, dove è stato ricoverato dopo essere stato ferito e dove intreccia una breve relazione con Eva, una giovane infermiera che invano tenterà di non far ripartire il sergente; il capitano infatti lo convoca "privatamente" e gli comunica che il suo sottoposto tenente Triebig, tenuto in pugno dopo averne scoperto l'omosessualità, ha già firmato una dichiarazione in cui si attesta che egli ha guidato il contrattacco, citando come secondo testimone proprio Steiner.
Dopo un concitato dialogo in cui Stransky confessa pateticamente di volere la croce di ferro per non essere sottostimato dalla sua famiglia, ma facendo notare a Steiner che in ogni caso esistono delle "caste" e loro due non saranno mai di pari livello, il sergente rifiuta ma, una volta innanzi al colonnello, si rifiuta anche di testimoniare "contro" Stransky, considerando la loro vicenda un fatto personale, non da risolvere attraverso i canali militari.
Stransky, consapevole della possibilità di essere giudicato da una corte marziale, cerca la maniera di eliminare Steiner: dapprima evita di comunicargli l'ordine di ritirata, tagliandolo fuori dopo l'attacco russo che sfonda il debole fronte tedesco, e successivamente, mentre Steiner rientra nelle linee tedesche con i pochi superstiti del suo plotone, tra cui alcuni vestiti in uniforme russa, stratagemma usato per passare attraverso i soldati sovietici, li fa mitragliare dal tenente Triebig col pretesto di un mancato riconoscimento. Alla fine solo Steiner e altri due soldati si salvano.
Il sergente, dopo avere ucciso Triebig, trova Stransky nel suo bunker mentre si appresta a partire per Parigi, essendo riuscito nel frattempo ad ottenere il trasferimento. Nel finale però non ha luogo alcuna vendetta; il sergente chiede semplicemente al capitano di prendere la propria arma e di uscire per affrontare i nemici, perché solo così otterrà la tanto ambita croce di ferro.

## Produzione

### Cast
- James Coburn: sergente Rolf Steiner, ufficiale degradato per essersi rifiutato di fucilare dei civili inermi, è un militare di grande valore, rispettato dai soldati ed ammirato dai suoi superiori. Uomo profondamente legato ai suoi camerati, tanto da rischiare più volte la vita per salvarli, e decisamente contrario tanto alla guerra quanto al nazismo. Incapace di venire a compromessi non solo con gli ufficiali ma anche con se stesso, seguirà la sua coerente personalità fino alla fine. Il dialogo finale tra lui e il capitano Stransky è particolarmente significativo:

 - Stransky: "Che ne è stato del tuo plotone?" - Steiner: "Tu sei quel che rimane del mio plotone! ... Sai usare un'arma ?" - Stransky: "Certamente ... ora le faccio vedere come muore un ufficiale prussiano!" - Steiner: "Ed io ora ti mostrerò come si ottiene una croce di ferro!"
- Maximilian Schell: capitano Stransky, esponente dell'aristocrazia militare prussiana, di famiglia nobile, cerca nel conflitto il modo di essere all'altezza della sua casta e, probabilmente conscio delle sue limitate capacità, non esita a ricorrere a spregevoli sotterfugi pur di ottenere la decorazione che gli consentirà di mantenere la levatura dalla quale proviene. Nel finale però si riscatta decidendo di affrontare i sovietici al fianco di Steiner.
- James Mason: colonnello Brandt, pragmatico veterano, insensibile alla propaganda ed ormai disilluso sulla possibilità della Germania di vincere la guerra, pur cercando di fare il possibile perché i suoi uomini non vengano annientati non verrà meno ai suoi doveri, cercando alla fine, in omaggio alla divisa che ha comunque continuato a rispettare, una onorevole morte in battaglia.
- David Warner: capitano Kiesel, intellettuale che fatica a "vedersi" in uniforme, aspramente critico verso la guerra ma profondamente legato al colonnello cui è accomunato nel senso del dovere; verrà salvato da quest'ultimo, il quale, prima di morire, gli ordina di partire, affidandogli la missione di contribuire alla nascita della nuova Germania che nascerà dopo la sconfitta.
- Igor Galo: tenente Meyer, diretto superiore del sergente Steiner, è amato e rispettato dai suoi uomini e dai superiori; mette in guardia Steiner sul capitano Stransky ("Non vive nel mondo in cui viviamo noi... ma può essere molto pericoloso nella sconfitta"). Guida la resistenza dei suoi uomini durante il primo attacco russo e viene ucciso da un colpo di baionetta sotto gli occhi di Steiner. Stransky, che durante lo scontro è uscito dal suo rifugio solo per pochi istanti, cerca di sottrargli il merito dell'azione per avere la Croce di Ferro. Steiner però rifiuta di essere suo complice e rivela al colonnello Brandt che a guidare il contrattacco era stato il solo Meyer.

Rispetto al libro da cui è tratto i nomi di alcuni personaggi sono cambiati: il colonnello Brandt nel libro era il tenente colonnello Strauss, il tenente Meyer era chiamato Schäfer ed il tenente Triebig era il sottotenente Striebig.

### Riprese
Gli esterni furono girati in Jugoslavia con la collaborazione della Jadran Film di Zagabria che fornì armi, equipaggiamenti e veicoli sia tedeschi che russi. I carri armati presenti nel film sono autentici T-34/85 russi, ceduti all'esercito jugoslavo dopo la guerra; così come i cannoni anticarro da 76 mm M1942 ed i mortai 82-PM-41; gli elmetti russi sono in realtà degli elmetti M33 italiani. I semicingolati tedeschi sono degli M3 Half-track americani e gli aerei russi sono degli F4U Corsair sempre americani, e dei Soko 522 jugoslavi. Gli interni furono girati ai Pinewood Studios a Londra.

## Influenza nella cultura di massa
Il film ispirò Quentin Tarantino nella realizzazione del suo film Bastardi senza gloria.
Orson Welles ha affermato che fosse il più grande film di guerra antibellico che avesse mai visto.